# 광이온화

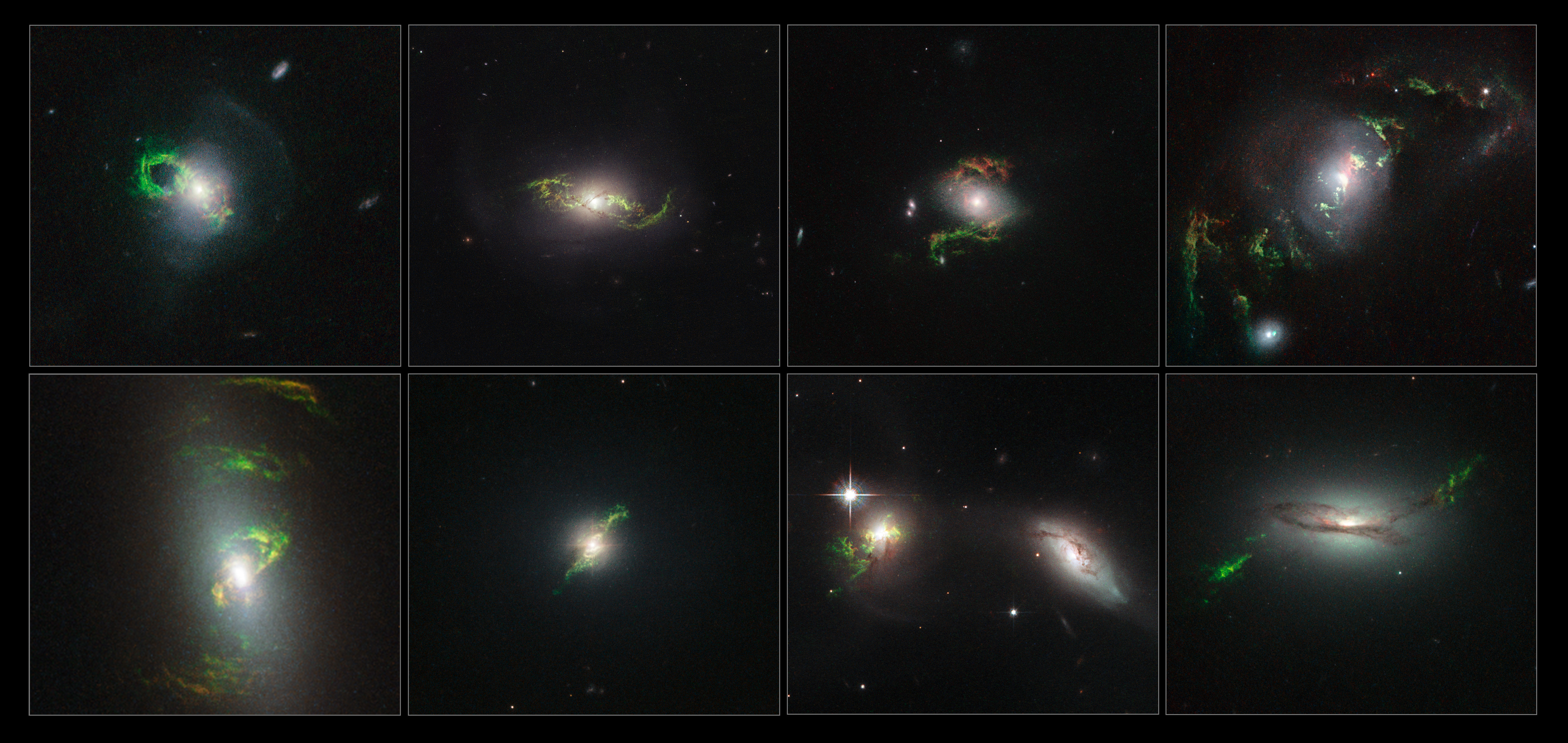
광이온화는 깊은 우주에서 한때 보이지 않았던 필라멘트를 빛나게 만드는 과정이다.

광이온화(Photoionization)는 광자와 원자 또는 분자의 상호 작용으로 이온이 형성되는 물리적 과정이다.

## 단면
광자와 원자 또는 분자 사이의 모든 상호작용이 광이온화로 이어지는 것은 아니다. 광이온화 확률은 종의 광이온화 단면적, 즉 가상 단면적으로 개념화된 이온화 사건의 확률과 관련된다. 이 단면적은 광자의 에너지(파수에 비례)와 고려되는 종에 따라 달라진다. 즉, 분자 종의 구조에 따라 달라진다. 분자의 경우, 바닥 상태 분자와 표적 이온 사이의 프랭크-콘돈(Franck-Condon) 인자를 조사하여 광이온화 단면적을 추정할 수 있다. 이는 QChem과 같은 양자 화학 소프트웨어를 사용하여 분자의 진동 및 관련 양이온(이온화 후)을 계산하여 초기화할 수 있다. 이온화 임계값보다 낮은 광자 에너지의 경우 광이온화 단면적은 0에 가깝다. 그러나 펄스 레이저의 개발로 일련의 여기와 이완을 통해 다광자 이온화가 발생할 수 있는 극도로 강렬하고 응집성 있는 빛을 생성하는 것이 가능해졌다. 훨씬 더 높은 강도(적외선 또는 가시광선의 약 1015 – 1016 W/cm2)에서는 장벽 억제 이온화 및 재산란 이온화와 같은 비교란 현상이 관찰된다.

## 같이 보기
- 이온원